# Mi crimen
Mi crimen (título original: Mon crime) es una película de comedia criminal francesa de 2023 dirigida por François Ozon y protagonizada por Nadia Tereszkiewicz, Rebecca Marder, Isabelle Huppert, Fabrice Luchini, Dany Boon y André Dussollier.

## Sinopsis
Francia, 1935. Un investigador deberá resolver el asesinato de un banquero parisino. De entre una serie de pintorescos sospechosos destaca Madeleine, cuyos deseos de fama y fortuna se pondrán en el camino de la investigación.

## Reparto
- Nadia Tereszkiewicz como Madeleine Verdier, la actriz.
- Rebecca Marder como Pauline Mauléon,  abogada amiga y compañera de cuarto de Madeleine
- Isabelle Huppert como Odette Chaumette, actriz célebre del cine mudo
- Dany Boon como el arquitecto Palmarède
- Fabrice Luchini como el juez Gustave Rabusset
- André Dussollier como Sr. Bonnard, jefe de una empresa de neumáticos
- Félix Lefebvre como el periodista Gilbert Raton
- Édouard Sulpice como André Bonnard, hijo del señor Bonnard y novio de Madeleine
- Régis Laspalès como el inspector Brun
- Olivier Broche como Léon Trapu, , el escribano de Rabusset
- Evelyne Buyle la actriz Simone Bernard
- Lucia Sanchez como Madame Alvarez
- Jean-Claude Bolle-Reddat como Émile Bouchard
- Daniel Prévost como Parvot, el presidente del tribunal

## Banda sonora
La música de la película fue compuesta originalmente por Philippe Rombi, algunas canciones son interpretadas por Danielle Darrieux. 
1. Ouverture (2:15)
2. Confession de Madeleine (2:04)
3. Les Toits de Paris (2:01)
4. Montferrand est mort ! (1:15)
5. Mauvaise Graine (1:43)
6. Palmarede (1:41)
7. Palais de justice (2:10)
8. J'avoue mon crime (1:39)
9. Le Procès (1:32)
10. Aux femmes de 1935 (0:59)
11. Demande en mariage (1:19)
12. Les Larmes amères de Marie-Antoinette (1:54)
13. Le Calvaire de Suzette (2:31)
14. La Chaumette (2:30)
15. Une gloire du cinéma muet (1:24)
16. Le Sacrifice de Madeleine (2:08)
17. Usine Bonnard (1:27)
18. Sœurs de crime (1:26)
19. Triomphe (1:13)
20. Final (1:57)
21. Bonheur c'est un rien (Wal-Berg / Camille François) - Danielle Darrieux (2:41)
22. Sans un mot (du film La crise est finie,[1] Franz Waxman y Jean Lenoir) - Danielle Darrieux (2:42)
23. Bonus : Valse du théâtre - Philippe Rombi (2:36)

## Crítica
La película recibió críticas mixtas. "Una comedia gozosa con aire de vodevil que fluye como un manantial de la mano de un reparto sembrado, capaz de moverse entre diálogos brillantes y endiablados, y una trama con todos los ingredientes posibles" comentó Elsa Fernández-Santos del diario El País.